# Gāvzalak
Gāvzalak (persiska: گازيوَلَك, Gāzīvalak, گاوزَلَك, گاوزلك) är en ort i Iran.   Den ligger i provinsen Chahar Mahal och Bakhtiari, i den centrala delen av landet, 400 km söder om huvudstaden Teheran. Gāvzalak ligger 1 265 meter över havet och antalet invånare är 467.
Terrängen runt Gāvzalak är bergig norrut, men söderut är den kuperad. Gāvzalak ligger nere i en dal. Runt Gāvzalak är det ganska glesbefolkat, med 26 invånare per kvadratkilometer. Närmaste större samhälle är Dehdez, 11,4 km sydväst om Gāvzalak. Omgivningarna runt Gāvzalak är i huvudsak ett öppet busklandskap.